# Pennsylvania
Pennsylvania (englische Aussprache [ˌpɛnsɪlˈveɪ̯nɪə̯] ⓘ) ist ein Bundesstaat im Osten der Vereinigten Staaten von Amerika und einer ihrer dreizehn Gründerstaaten. Der offizielle Name ist Commonwealth of Pennsylvania („Gemeinwesen von Pennsylvanien“). Gemeinsam mit New York und New Jersey wird Pennsylvania den Mittelatlantikstaaten zugerechnet. Der heutige Bundesstaat entstand aus der Province of Pennsylvania, die 1681 von William Penn gegründet worden war. Davor, zwischen 1638 und 1655, gehörte der südöstliche Teil des Staates zu Neu-Schweden, einer Kolonie des Schwedischen Reiches. Die als Zufluchtsort für religiöse und politische Toleranz gegründete Provinz Pennsylvania aus der Kolonialzeit war für ihre relativ friedlichen Beziehungen zu den einheimischen Stämmen, ihr innovatives Regierungssystem und ihren religiösen Pluralismus bekannt.
Das von den nördlichen Appalachen und ausgedehnten Wäldern geprägte Pennsylvania spielte eine wichtige und historische Rolle in der Amerikanischen Revolution und dem letztlich erfolgreichen Streben nach Unabhängigkeit von British America, indem es Gastgeber des Ersten und Zweiten Kontinentalkongresses war, die zur Verabschiedung der Unabhängigkeitserklärung führten. Am 12. Dezember 1787 war Pennsylvania der zweite Staat, der die US-Verfassung ratifizierte. Die blutigste Schlacht des Amerikanischen Bürgerkriegs in Gettysburg, die sich über drei Tage im Juli 1863 erstreckte, erwies sich als Wendepunkt des Krieges und führte zum Erhalt der Union. Im späten 19. und 20. Jahrhundert trug die verarbeitende Wirtschaft des Bundesstaates zur Entwicklung eines Großteils der frühen Infrastruktur der Nation bei.
Hauptstadt des rund 13 Millionen Einwohner zählenden Staates ist Harrisburg. Die mit weitem Abstand größte und bedeutendste Stadt ist Philadelphia am Delaware River, der die östliche Grenze zu New Jersey bildet.
Der Name bedeutet wörtlich „Waldland von Penn“ (von lat. silva „Wald“). Pennsylvania trägt außerdem den Beinamen Keystone State (Schlussstein-Staat, nach dem zentralen keilförmigen Stein in der Mitte eines Bogens).

## Geographie

### Lage

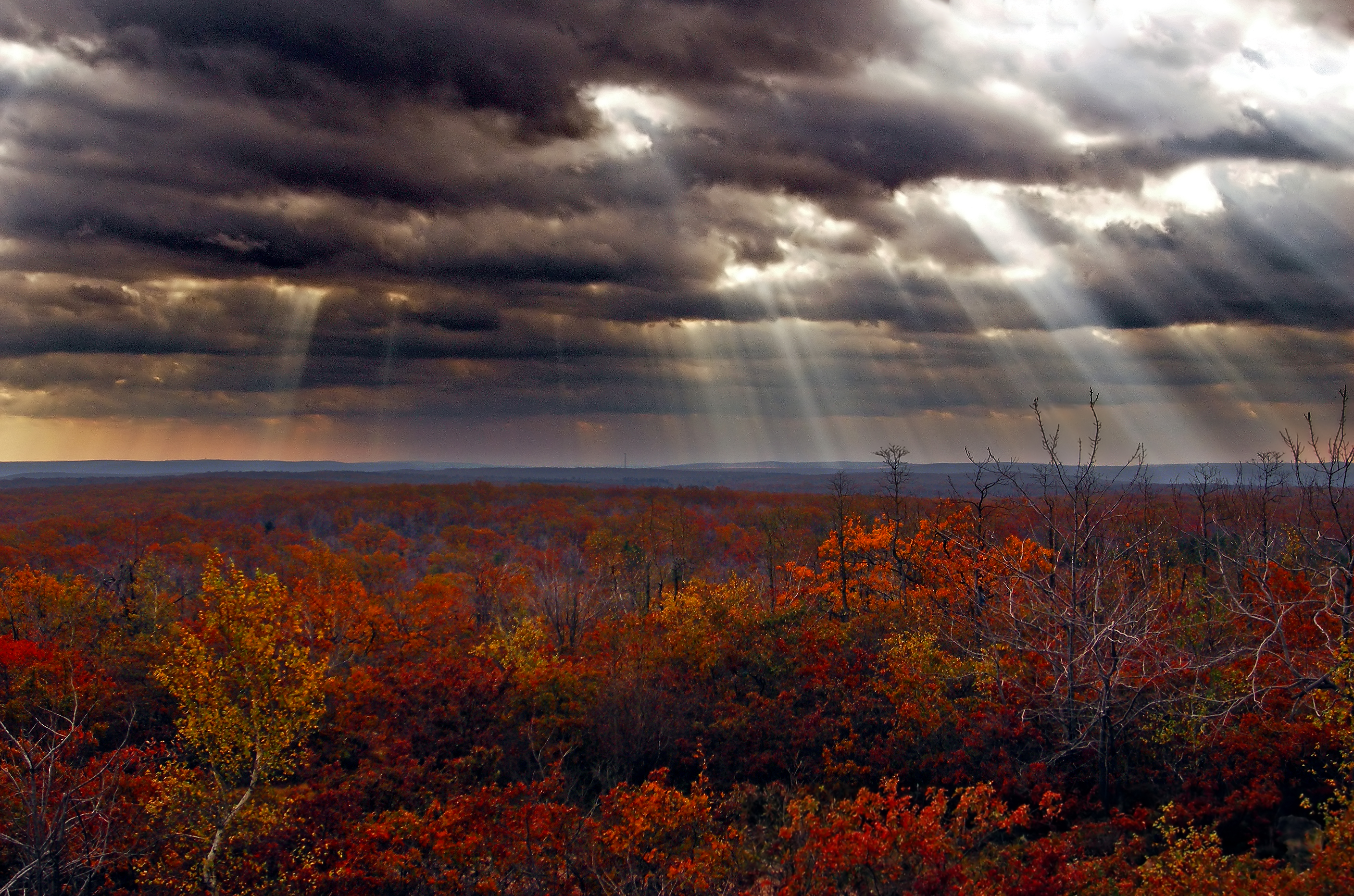
Pinchot State Forest

Pennsylvania grenzt im Osten an New Jersey, im Südosten an Delaware, im Süden an Maryland, im Südwesten an West Virginia, im Westen an Ohio, im Nordwesten an den Eriesee und im Norden an den Bundesstaat New York. Die Ausdehnung beträgt 274 km in Nord-Süd-Richtung und 455 km in Ost-West-Richtung.
Die Gesamtfläche des Bundesstaates beträgt 119.283 km², er ist damit etwas größer als Bulgarien. Davon sind 116.075 km² Landflächen; 3.208 km² sind Gewässeroberflächen, von denen 1.940 km² auf den Eriesee entfallen.
Die höchste Erhebung des Staats ist mit 979 Meter über dem Meeresspiegel der Mount Davis, der nach seinem Eigentümer benannt wurde, einem Lehrer, der auf Seiten der Union bei der Schlacht von Gettysburg kämpfte. Der niedrigste Punkt Pennsylvanias liegt auf Meereshöhe am Delaware River. Die Durchschnittshöhe beträgt 336 m.
Der Hauptfluss durch das Land heißt Susquehanna River. Pennsylvania ist geprägt durch Laubwälder und Hügelland. Im Osten des Landes findet man das Mittelgebirge der Appalachen.
Im Süden des Bundesstaates liegt die archäologisch interessante Ausgrabungsstätte Meadowcroft.

### Gliederung
- Liste der Countys in Pennsylvania

## Bevölkerung

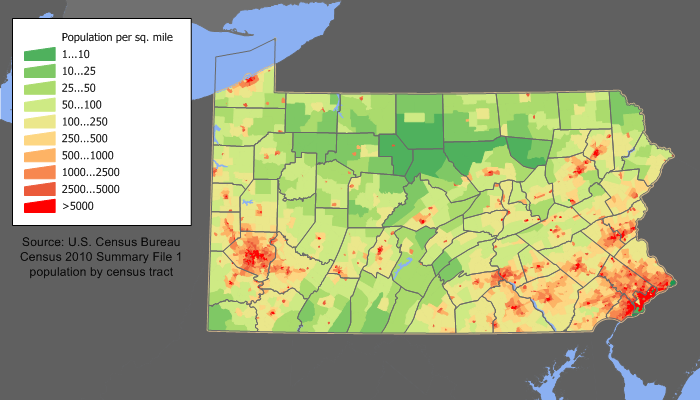
Bevölkerungsdichte

Pennsylvania hat 12.702.379 Einwohner (Stand: U.S. Census 2010), davon sind 79,5 % Weiße, 10,8 % Afroamerikaner, 5,7 % Hispanics, 2,7 % Asiaten, 0,2 % Indianer.

### Alters- und Geschlechterstruktur
Die Altersstruktur von Pennsylvania setzt sich folgendermaßen zusammen:
- bis 18 Jahre: 2.807.534 (22,6 %)
- 18–64 Jahre: 7.749.853 (62,3 %)
- ab 65 Jahre: 1.883.231 (15,1 %)

Das Medianalter beträgt 39,6 Jahre. 48,6 % der Bevölkerung sind männlich und 51,4 % sind weiblich.

### Abstammung
3.239.286 Einwohner Pennsylvanias gaben bei der American Community Survey im Jahr 2014 an, deutschstämmige Vorfahren zu haben. Mit einem Anteil von 25,3 % an der Gesamtbevölkerung stellen die Deutschstämmigen damit die größte Bevölkerungsgruppe des Bundesstaates dar. Es folgen mit weitem Abstand die Gruppen der Irisch- (16,4 %), Italienisch- (12,2 %), Englisch- (7,0 %) und Polnischstämmigen (6,4 %).
Deutschsprachige Einwanderer, die Pennsylvania Dutch, unter ihnen Mennoniten und Amische, ließen sich vor allem im Süden, besonders im Lancaster County, nieder. 1683 wurde Germantown gegründet. Berks County wurde im 18. Jahrhundert überwiegend von evangelischen Deutschen besiedelt.
30.000 Einwanderer von 1727 bis 1776 sind mit Angaben der Namen der Schiffe, des Einschiffungsortes und des Datums der Ankunft in Philadelphia namentlich publiziert.

### Einwohnerentwicklung

Die Karte zeigt die Gemeindeaufteilung von Pennsylvania

Einwohnerentwicklung von Pennsylvania

### Religionen
Die mitgliederstärksten Religionsgemeinschaften im Jahre 2000 waren die Katholische Kirche mit 3.802.524, die United Methodist Church mit 659.350 und die Evangelical Lutheran Church in America mit 611.913 Anhängern. In Philadelphia befindet sich die Nordamerika-Zentrale der Missionsärztlichen Schwestern (engl.: Medical Mission Sisters (MMS)).

### Sprachen
Pennsylvania hat offiziell keine Amtssprache, de facto wird die Englische Sprache von offizieller Stelle benutzt. Kleine Minderheitensprachen sind unter anderem das Pennsylvania Dutch, welches noch von wenigen Tausend Menschen aktiv gesprochen wird.

### Größte Städte
| Ort          |              |  |           | Einwohner |
| Philadelphia | Philadelphia |  | 1.603.797 | 1.603.797 |
| Pittsburgh   | Pittsburgh   |  | 302.971   | 302.971   |
| Allentown    | Allentown    |  | 125.845   | 125.845   |
| Reading      | Reading      |  | 95.112    | 95.112    |
| Erie         | Erie         |  | 94.831    | 94.831    |
| Scranton     | Scranton     |  | 76.328    | 76.328    |
| Bethlehem    | Bethlehem    |  | 75.781    | 75.781    |
| Lancaster    | Lancaster    |  | 58.039    | 58.039    |
| Harrisburg   | Harrisburg   |  | 50.099    | 50.099    |
| York         | York         |  | 44.800    | 44.800    |
| Census 2020  |              |  |           |           |

## Geschichte

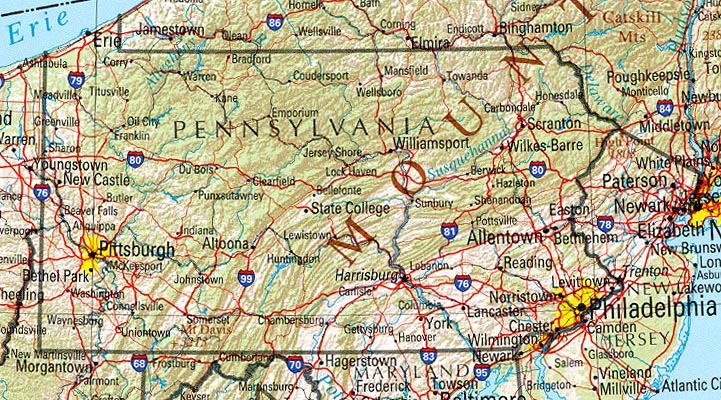
Geographische Karte Pennsylvanias

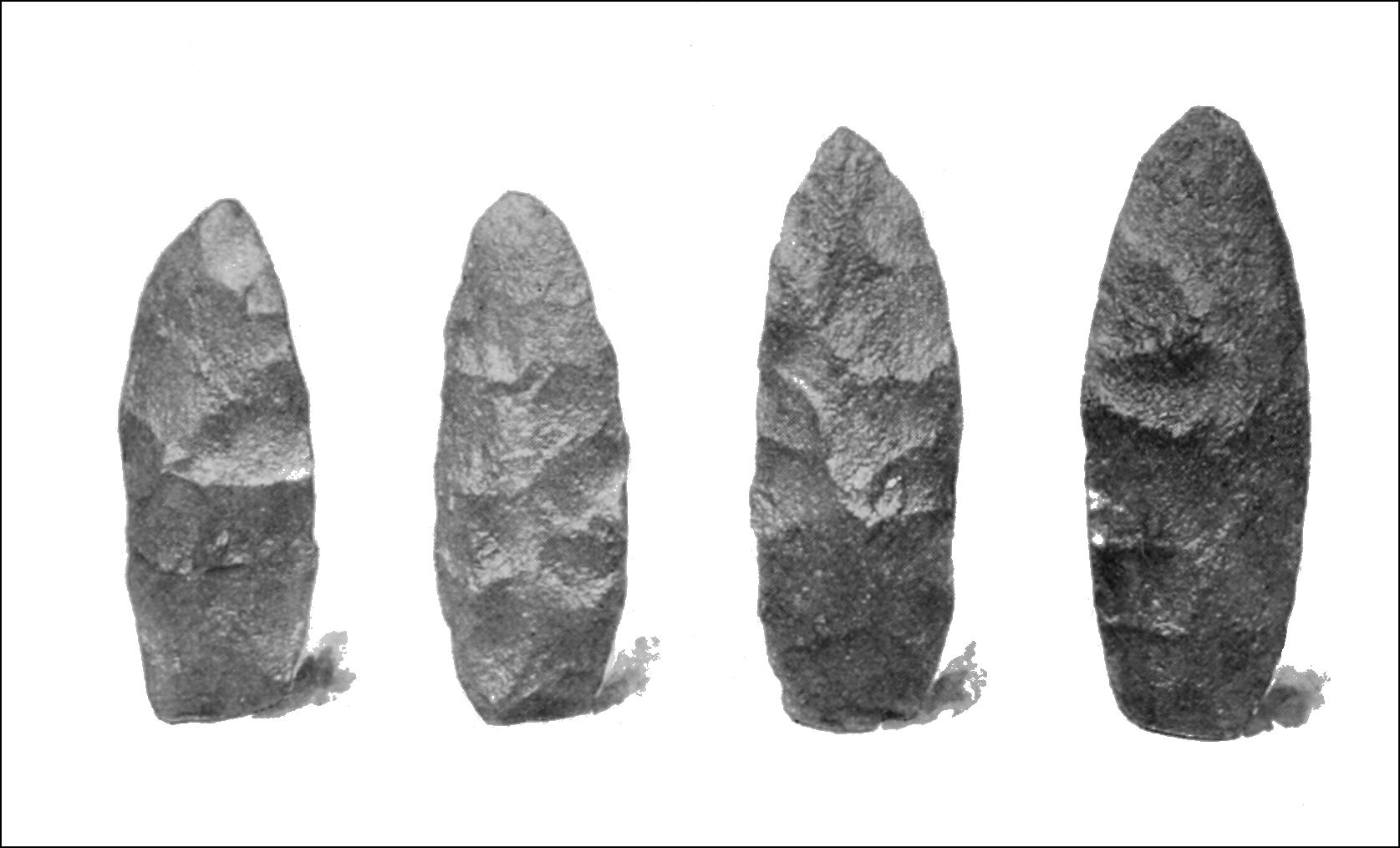
Steinklingen aus dem Bridge Valley, 1893

Ursprünglich war Pennsylvania das Siedlungsgebiet der von Irokesen und von europäischen Kolonisten ausgerotteten Susquehannock. 1643 ließen sich die ersten Siedler aus Schweden kommend nieder. Später gelangte es unter die Kontrolle von England.
Von 1671 an reiste William Penn in viele europäische Länder und warb für die Quäker-Kolonien in der Neuen Welt. Die größte Immigration von Quäkern begann ab 1681, als Karl II. von England den Quäkern ein großes Landgebiet an der damaligen Westgrenze der besiedelten Gebiete überließ und Penn zum Gouverneur des später Pennsylvania genannten Gebietes ernannte. Das „heilige Experiment“, wie es Penn nannte, war der einzige jemals existierende Quäker-Staat. In ihm herrschte von Anfang an volle Religionsfreiheit.
Die Mason-Dixon-Linie wurde zwischen 1763 und 1767 vermessen, um die bis heute gültige Grenze zwischen Pennsylvania und Maryland festzulegen. Sie bildet die historische Grenze zwischen den Nord- und den Südstaaten der USA.
1774 und 1775 tagte der Kontinentalkongress in Philadelphia, wo am 4. Juli 1776 die Unabhängigkeitserklärung in der Independence Hall (damals Pennsylvania State House) unterzeichnet wurde. Damit waren der Eigentümerfamilie Penn alle Privilegien im Sinne Benjamin Franklins aberkannt. 1787 wurde in Philadelphia auch die heute noch gültige Verfassung der Vereinigten Staaten während des als Philadelphia Convention bekannten Verfassungskonvents ratifiziert. Nach Delaware stimmte Pennsylvania als zweiter Staat der Verfassung zu und trat damit als einer der 13 Gründerstaaten der Union bei. 1790 bis 1800 war Philadelphia nach New York die zweite Hauptstadt der USA. Im Sezessionskrieg (1861–1865) stand Pennsylvania auf Seiten der Nordstaaten. Ungefähr 350.000 Pennsylvanier dienten in der Armee der Union, darunter etwa 8600 afroamerikanische Freiwillige.
Vom 1. bis zum 3. Juli 1863 fand eines der wichtigsten Ereignisse der amerikanischen Geschichte auf dem Boden Pennsylvanias statt. In der Schlacht von Gettysburg siegten die Nordstaaten über die Südstaaten. Die Schlacht ist einer der entscheidenden Wendepunkte des Amerikanischen Bürgerkrieges.
Weltberühmt wurde die Bohrung nach Öl, die Edwin L. Drake am 27. August 1859 am Oil Creek in Titusville durchführte. Dies löste in der Region einen Ölboom aus, ähnlich dem Goldrausch. Zahlreiche Leute zog es in die Region. Die USA gehören seitdem zu den größten Ölproduzenten der Welt.
Am 28. März 1979 ereignete sich im Kernkraftwerk Three Mile Island, nahe der Stadt Harrisburg, eine Kernschmelze.
Am 11. September 2001 wurden vier amerikanische Flugzeuge entführt und für Terroranschläge verwendet. Zwei wurden in New York City und eines in Washington, D.C. zum Absturz gebracht. Das vierte Flugzeug, das wahrscheinlich ein Regierungsgebäude in Washington, D.C. treffen sollte, wurde von einem der Entführer in Shanksville, Pennsylvania zum Absturz gebracht, da er in Kämpfe mit den Passagieren verwickelt war. 2005 fand ein landesweit aufsehenerregender Prozess in Dover (Pennsylvania) statt: Der Prozess Kitzmiller vrs. Dover Area School District. Hier entschied das Gericht United States District Court for the Middle District of Pennsylvania, dass Intelligent Design keine Wissenschaft sei und daher in Schulen nicht als Alternative zur Evolutionstheorie unterrichtet werden dürfe.

## Politik
| Jahr | Demokraten       | Republikaner     |
| ---- | ---------------- | ---------------- |
| 2024 | 48,5 % 3.423.042 | 50,2 % 3.543.308 |
| 2020 | 50,0 % 3.459.923 | 48,8 % 3.378.263 |
| 2016 | 47,5 % 2.926.441 | 48,2 % 2.970.733 |
| 2012 | 52,0 % 2.990.274 | 46,6 % 2.680.434 |
| 2008 | 54,5 % 3.276.363 | 44,2 % 2.655.885 |
| 2004 | 50,9 % 2.938.095 | 48,4 % 2.793.847 |
| 2000 | 50,6 % 2.485.967 | 46,4 % 2.281.127 |
| 1996 | 49,2 % 2.215.819 | 40,0 % 1.801.169 |
| 1992 | 45,2 % 2.239.164 | 36,1 % 1.791.841 |
| 1988 | 48,4 % 2.194.944 | 50,7 % 2.300.087 |
| 1984 | 46,0 % 2.228.131 | 53,3 % 2.584.323 |
| 1980 | 42,5 % 1.937.540 | 49,6 % 2.261.872 |
| 1976 | 50,4 % 2.328.677 | 47,7 % 2.205.604 |
| 1972 | 39,1 % 1.796.951 | 59,1 % 2.714.521 |
| 1968 | 47,6 % 2.259.405 | 44,0 % 2.090.017 |
| 1964 | 64,9 % 3.130.954 | 34,7 % 1.673.657 |
| 1960 | 51,1 % 2.556.282 | 48,7 % 2.439.956 |
| 1956 | 43,3 % 1.981.769 | 56,5 % 2.585.252 |
| 1952 | 46,9 % 2.146.269 | 52,7 % 2.415.789 |

Pennsylvania ist politisch und gesellschaftlich ein zutiefst gespaltener Staat. Während der Westen traditionell von Stahlindustrie und Bergbau rund um Pittsburgh geprägt ist, zeichnet sich das Hügelland der auslaufenden Appalachen durch Kleinstädte und Farmland aus, in dem die Kirchen der Quäker, Presbyterian Church und Amischen oft noch die Zentren der Gesellschaft bilden. Dieses Gebiet kann mit dem Bible Belt verglichen werden. Im Osten liegt mit Philadelphia eine Großstadt, die in den 1970er und 1980er Jahren, ebenso wie Pittsburgh, stark von der Werften-, Stahl- und Automobilkrise getroffen wurde. Inzwischen haben sich beide Städte wirtschaftlich von diesen Krisen erholt, weniger jedoch die Kleinstädte, so dass der Staat dem Rust Belt zugerechnet wird. Rund um Philadelphia, wo auch zahlreiche Afroamerikaner und Hispanics leben, liegt eine Reihe von wohlhabenden Vororten. Diese Voraussetzungen Pennsylvanias, welches von James Carville einst sinngemäß als „Philadelphia und Pittsburgh mit Alabama dazwischen“ beschrieben wurde, machen es zu einem bei Präsidentschaftswahlen überaus umkämpften Staat, da beide Parteien sich berechtigte Hoffnungen machen können, durch die Präsenz ihrer traditionellen Wählergruppen die 20 Wahlmännerstimmen für sich verbuchen zu können.
Von 1992 bis 2012 hat Pennsylvania stets demokratisch gewählt und schien sich vom Swing State hin zum Blue State zu entwickeln. Es wählte 2006 den konservativen US-Senator Rick Santorum von der Republikanischen Partei zugunsten des Demokraten Bob Casey ab; der zweite Republikaner im Senat, Arlen Specter, seit Jahren an der Leitung des Justizausschusses beteiligt, galt stets als einer der moderatesten Republikaner überhaupt. Im April 2009 wechselte er schließlich die Fraktion und wurde Demokrat. Die Wahlen des Jahres 2010 brachten jedoch wieder eine Wende hin zu den Republikanern, die bis zu seiner Abwahl am 20. Januar 2015 mit Tom Corbett den Gouverneur stellten und durch Pat Toomey auch wieder im Senat vertreten waren. Er löste im Januar 2011 Arlen Specter ab. Im Januar 2023 gewannen die Demokraten in Person von John Fetterman den zweiten Senatssitz zurück, verloren dafür aber bei der Wahl 2024 den Sitz des Demokraten Casey an den Republikaner David H. McCormick.
Ab 20. Januar 2015 war der Demokrat Tom Wolf Gouverneur des Staates, ihm folgte 2023 der ebenfalls demokratische Josh Shapiro nach. Die Delegation Pennsylvanias im Repräsentantenhaus des 112. Kongresses bestand aus zwölf Republikanern und sieben Demokraten; in der vorherigen Legislaturperiode hatte sich das Verhältnis noch genau umgekehrt dargestellt. Im 113. Kongress verfügen die Republikaner über eine 13:5-Mehrheit. Im 118. Kongress vertraten neun Demokraten und acht Republikaner den Staat, im 119. Kongress sind es zehn Republikaner und acht Demokraten.
Bei den Präsidentschaftswahlen 2016 gewann Republikaner Donald Trump Pennsylvania knapp, bei den Präsidentschaftswahlen 2020 konnte sich der demokratische Kandidat Joe Biden durchsetzen. Bei den Präsidentschaftswahlen 2024 gewann wiederum Trump.

### Gouverneur und Staatsregierung
Gouverneur des Bundesstaates ist seit Januar 2023 der Demokrat Josh Shapiro.
Der Gouverneur übt auf bundesstaatlicher Ebene die Exekutivgewalt aus, das heißt, er führt die Staatsregierung und bestimmt die Richtlinien der Politik. Er verfügt über das Begnadigungsrecht, ernennt hohe Beamte sowie Richter am bundesstaatlichen Verfassungsgericht und nimmt in der Gesetzgebung eine zentrale Rolle ein, indem er Gesetzesbeschlüsse unterzeichnet oder sein Veto einlegt. Ferner ist er Oberbefehlshaber der Nationalgarde von Pennsylvania und vertritt den Bundesstaat nach außen. Der Gouverneur wird im Turnus von vier Jahren direkt von der Bevölkerung gewählt.
Weitere wichtige Mitglieder der Exekutive sind der Vizegouverneur, der Attorney General, der Secretary of State und der State Treasurer (entspricht etwa einem Finanzminister).
Siehe auch:
- Liste der Gouverneure von Pennsylvania
- Liste der Vizegouverneure von Pennsylvania

### Legislative

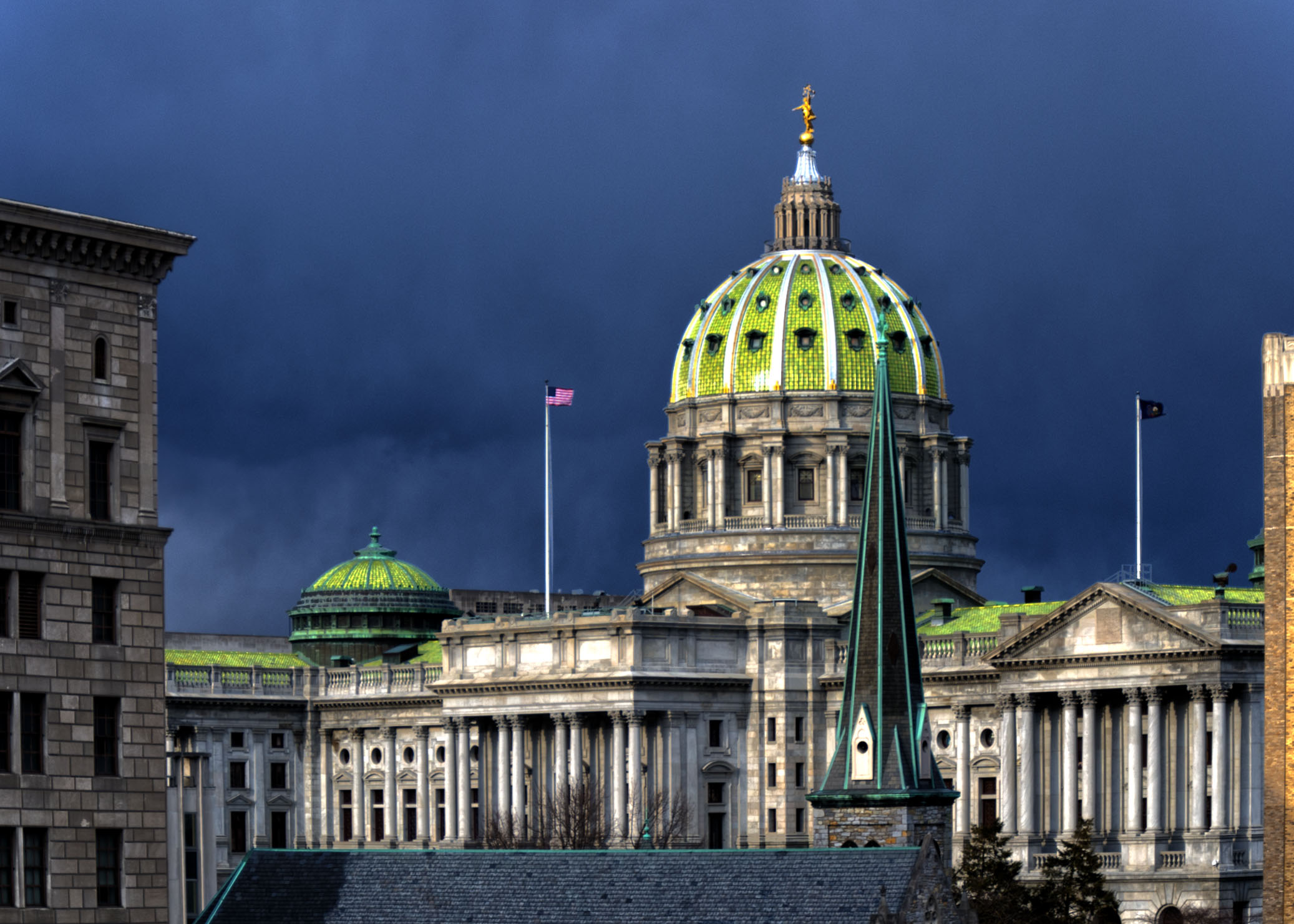
Pennsylvania State Capitol in der Hauptstadt Harrisburg, wo die Legislative tagt

Die Legislative besteht aus einem Zweikammerparlament, einem Repräsentantenhaus und einem Senat. Das Repräsentantenhaus besteht aus 203 vom Volk für zwei Jahre gewählten Mitgliedern (Abgeordneten), während sich der Senat aus 50 Mitgliedern (Senatoren) zusammensetzt, die auf vier Jahre gewählt sind. Alle zwei Jahre steht dabei je die Hälfte der Senatoren zur Wahl. Sowohl Staatssenatoren als auch die Abgeordneten repräsentieren im Parlament einen Wahlkreis. In beiden Häusern haben die Republikaner derzeit eine Mehrheit. Es handelt sich um ein Vollzeitparlament.

### Vertretung im US-Kongress
- Liste der US-Senatoren aus Pennsylvania
- Liste der Mitglieder des US-Repräsentantenhauses aus Pennsylvania

### Mitglieder im 119. Kongress
|  | Name                           | Mitglied seit | Parteizugehörigkeit |
|  | ------------------------------ | ------------- | ------------------- |
|  | Brian Kevin Fitzpatrick        | 2017          | Republikaner        |
|  | Brendan Francis Boyle          | 2019          | Demokrat            |
|  | Dwight E. Evans                | 2016          | Demokrat            |
|  | Madeleine Cunnane Dean         | 2019          | Demokrat            |
|  | Mary Gay Scanlon               | 2018          | Demokrat            |
|  | Christina Marie Houlahan       | 2019          | Demokrat            |
|  | Ryan Mackenzie                 | 2025          | Republikaner        |
|  | Rob Bresnahan                  | 2025          | Republikaner        |
|  | Daniel Philip Meuser           | 2019          | Republikaner        |
|  | Scott Gordon Perry             | 2019          | Republikaner        |
|  | Lloyd Kenneth Smucker          | 2019          | Republikaner        |
|  | Summer Lee                     | 2023          | Demokrat            |
|  | John Patrick Joyce             | 2019          | Republikaner        |
|  | Guy Lorin Reschenthaler        | 2019          | Republikaner        |
|  | Glenn William Thompson Jr.     | 2009          | Republikaner        |
|  | George Joseph „Mike“ Kelly Jr. | 2011          | Republikaner        |
|  | Chris Deluzio                  | 2023          | Demokrat            |

|  | Name                | Mitglied seit | Parteizugehörigkeit |
|  | ------------------- | ------------- | ------------------- |
|  | David H. McCormick  | 2025          | Republikaner        |
|  | John Karl Fetterman | 2023          | Demokrat            |

## Kultur

### Murmeltiertag
Bekannt ist der Murmeltiertag (Groundhog Day), der an verschiedenen Orten der USA und Kanadas immer am 2. Februar gefeiert wird. Der Überlieferung nach sagt das Murmeltier (genauer gesagt: das Waldmurmeltier, engl. groundhog), das aus seinem Bau geholt wird, das Wetter voraus. Sieht es seinen Schatten (bzw. ist sein Schatten zu sehen), so sind weitere sechs Wochen Winter zu erwarten. Sieht es seinen Schatten nicht (bzw. ist sein Schatten nicht zu sehen), so wird ein früher Frühling erwartet (Siehe auch den Spielfilm: Und täglich grüßt das Murmeltier).

### Sport
Es gibt zwei bekannte Eishockey-Teams: in Pittsburgh die Pittsburgh Penguins und in Philadelphia die Philadelphia Flyers. Außerdem sind dort die Basketball-Mannschaft der Philadelphia 76ers, die Football-Mannschaften der Philadelphia Eagles und der Pittsburgh Steelers sowie die Baseball-Mannschaften der Philadelphia Phillies und Pittsburgh Pirates beheimatet. Seit der Saison 2010 tritt die Fußball-Mannschaft Philadelphia Union in der MLS an.

## Wirtschaft und Infrastruktur

### Wirtschaftsstruktur
Die Wirtschaftsleistung Pennsylvanias betrug im Jahre 2016 724 Milliarden USD, womit es die sechsthöchste Wirtschaftsleistung der Bundesstaaten der USA hatte und einen Anteil von 3,93 % an der gesamten amerikanischen Wirtschaft hielt. Als eigenes Land gezählt, wäre die Wirtschaftsleistung von Pennsylvania ungefähr so groß wie die der Niederlande. Das reale Bruttoinlandsprodukt pro Kopf (engl. per capita GDP) lag im Jahre 2016 bei USD 56.625 (nationaler Durchschnitt der 50 US-Bundesstaaten: USD 57.118; nationaler Rangplatz: 21). Die Arbeitslosenquote lag im November 2017 bei 4,6 % (Landesdurchschnitt: 4,1 %).
Wichtige Wirtschaftszweige sind:
- Anbau von Mais, Weizen, Kartoffeln, Obst, Gemüse
- Eisen- und Stahlerzeugung; an dritter Stelle in den USA
- Erdöl und Eisenerz
- Kohlebergbau (Anthrazit); führend in den USA (Die großen Kohlevorkommen stellen auch eine latente Gefahr dar: So musste die Stadt Centralia aufgegeben werden, weil sie von einem Kohlebrand unterwandert worden war. Das Gelände um die Stadt Uniontown wölbt sich bereits aufgrund der Hitze. Kohlebrände bewegen sich im Untergrund mehrere Meter pro Jahr.[18])
- Viehzucht
- Zement-, Maschinen-, Elektrogeräte-, Metallwaren- und chemische Industrie

### Bildung
Die wichtigsten staatlichen Universitäten sind die Pennsylvania State University, die University of Pittsburgh und die Temple University, wobei die University of Pittsburgh und die Temple University autonom sind, aber staatliche Unterstützung erhalten. Zu den bekanntesten privaten Hochschulen gehören die University of Pennsylvania, die Carnegie Mellon University, die Drexel University, die Duquesne University und die Saint Joseph’s University. Weitere Hochschulen sind in der Liste der Universitäten in Pennsylvania verzeichnet.